# Chukwuma Okorafor
Chukwuma Okorafor (Southfield, Míchigan, 8 de agosto de 1997) es un jugador profesional estadounidense de fútbol americano que se desempeña en la posición de offensive tackle en Pittsburgh Steelers, equipo de la National Football League (NFL).

## Carrera
Fue seleccionado en la tercera ronda en la Reunión Anual de Selección de Jugadores de la NFL de 2018. Hizo su debut profesional con el equipo Pittsburgh Steelers, donde lleva jugando seis temporadas.